# Rasa de Canalda
La Rasa de Canalda és un torrent afluent per la dreta del Riu de Canalda que fa tot el seu curs pel terme municipal d'Odèn, està constituïda per sis cursos fluvials la longitud total dels quals suma 3.426 m. De direcció global cap a les quatre del rellotge, neix a l'extrem occidental dels Prats de Canalda. Tota la seva conca està inclosa en el PEIN Serres d'Odèn-Port del Comte.